# Ziortza Isasi Cristóbal
Ziortza Isasi Cristóbal (Elorrio, 5 d'agost de 1995) és una ciclista basca que competeix en equips professionals des del 2015. Actualment milita a l'equip Lointek. Combina la carretera amb el ciclisme en pista.

## Palmarès en pista
- 2015
  -  Campiona d'Espanya en Persecució per equips (amb Irene Usabiaga, Naia Leonet i Ana Usabiaga)
- 2016
  -  Campiona d'Espanya en Persecució per equips (amb Irene Usabiaga, Ane Iriarte i Eukene Larrarte)
- 2017
  -  Campiona d'Espanya en Persecució per equips (amb Irene Usabiaga, Ane Iriarte i Ana Usabiaga)
  - 3a al Campionat d'Europa sub-23 en Cursa per eliminació